# 歐洲憲兵
歐洲憲兵（俄语：Жандарм Европы）是一個俄羅斯歷史上的意識形態術語，指一個國家承擔著國家憲兵（警察）的職能，以維持自認為有必要的國際法律和秩序。「歐洲憲兵」一詞在歐洲歷史最常用於描述俄羅斯皇帝尼古拉一世，及其統治時期的俄羅斯帝國。

## 歷史

### 帝國時期

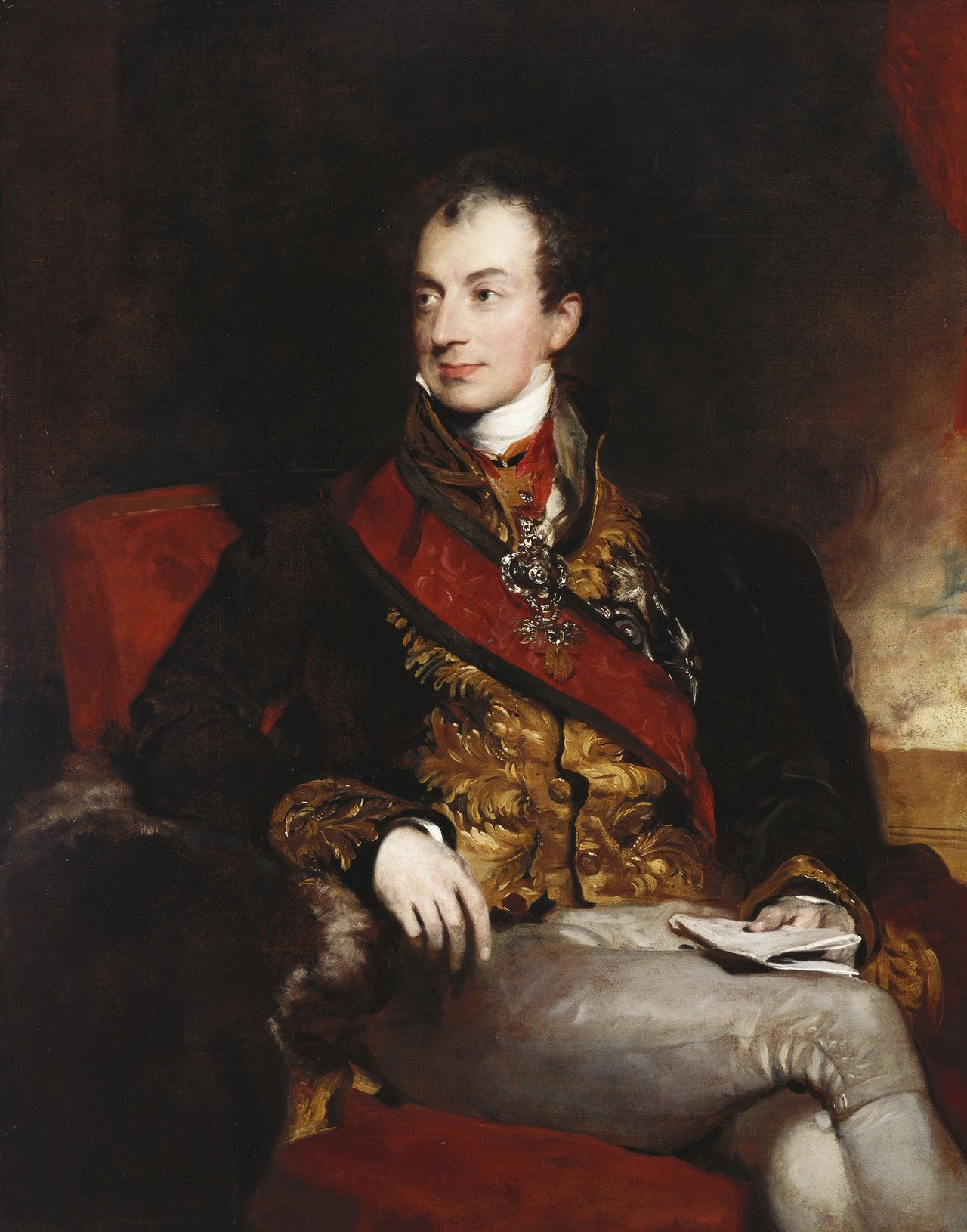
克萊門斯·梅特涅是「歐洲憲兵」術語的發明者

「歐洲憲兵」概念的出現，與1815年舉行維也納會議解決歐洲國家之間的外交關係，以及俄普奧三國為主組成的神聖同盟，以維護歐洲大陸秩序與和平為目標，有著極大的關聯。奧地利帝國首相克萊門斯·梅特涅是該政治同盟成立的發起人之一，他將其任務比作為滅火的功能。

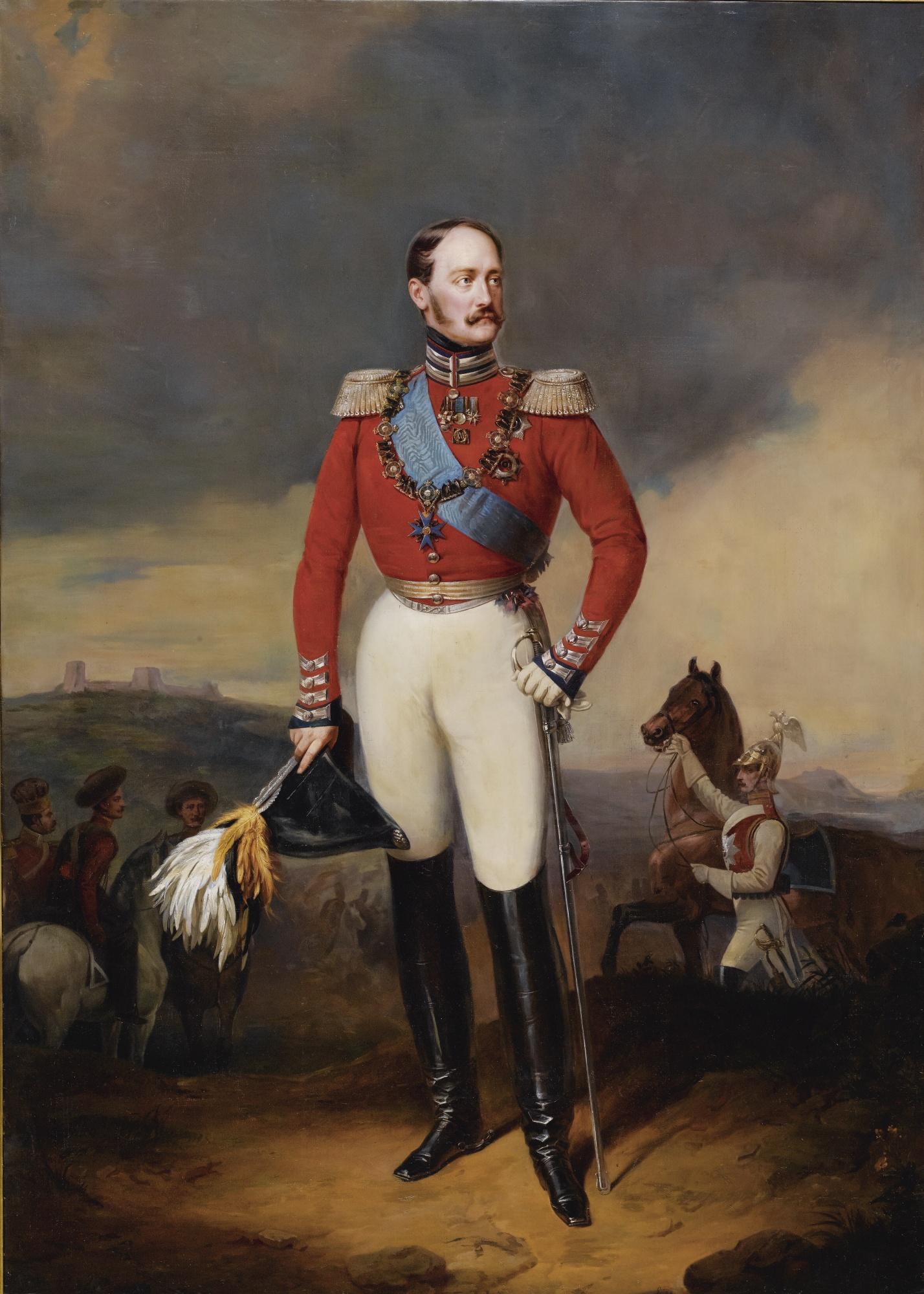
尼古拉一世是最著名的歐洲憲兵

根據特拉波會議和萊巴赫會議的決定，神聖同盟有權干涉任何歐洲國家的事務，鎮壓其國內政治革命的影響，以恢復其發生革命前的政治制度，梅特涅甚至自稱為「撲滅革命火焰的消防隊長」。 然而很快得到的結論，鎮壓革命的主導作用應該屬於俄羅斯。梅特涅為此承認當時俄羅斯的實力，並且希望俄羅斯承擔義務。為此使用「歐洲憲兵」一詞說服亞歷山大一世。
根據法國總理維萊爾伯爵的回憶錄，與俄羅斯皇帝尼古拉一世的談判內容，直到1940年代才為人所知。當時，尼古拉一世的政策，特別是1825－1826年鎮壓聖彼得堡和烏克蘭的十二月黨人起義及切爾尼戈夫團起義、1830－1831年鎮壓波蘭的十一月起義、1848－1849年鎮壓的匈牙利革命，完全符合「歐洲憲兵」的定義，促成該術語的迅速普及，及其對俄羅斯帝國和尼古拉一世的依附。 法國屈斯汀侯爵於1843年出版《1839年的俄国》一書，講述他受邀到俄羅斯的旅行筆記，將尼古拉一世冠上類似的外號，稱為「世界三分之一人民的獄卒」。
克里米亞戰爭的戰敗，尼古拉一世的去世，俄羅斯喪失黑海出海口的權利，使得俄羅斯失去「大陸仲裁者」的地位。尼古拉一世的繼任者——亞歷山大二世和亞歷山大三世承認，就俄羅斯而言，「歐洲憲兵」是外部強行添加的定位，並非與生俱來的特色。 俄羅斯在此期間的實力衰弱，反而使這個詞語更加適用於其他「大國」，特別是英國、奧地利、法國、普魯士，甚至是比利時。 但是，這個主要與俄羅斯相關的術語，之後並沒有流行起來，而是被「世界警察」一詞所取代。
「歐洲憲兵」作為現今已經不合時宜的用詞，保留在19世紀的文獻，從這個意義上來講，仍然被用於尼古拉一世與其統治的俄羅斯帝國，以及這個術語的發明者——克萊門斯·梅特涅。

### 蘇維埃時期
「歐洲憲兵」這個詞語在蘇聯史學中的表達，傳統上與列寧的陳述有關，例如：他在1908年10月發表的文章《巴爾幹和波斯的事變》中，寫道：
血腥的尼古拉的軍隊對波斯革命者的一場新的屠殺就要來臨了。隨著非正式的利亞霍夫的干涉而來的是正式佔領阿傑拜疆，並在亞洲重演1849年俄國在歐洲所幹的勾當——尼古拉一世派遣軍隊鎮壓匈牙利的革命。當時，在歐洲資產階級政黨中還有真正的民主派，他們能夠為自由鬥爭，而不像現在的一切資產階級民主派那樣，只會偽善地空談自由。當時俄國扮演歐洲憲兵的角色，至少受到幾個歐洲國家的反對。而現在，歐洲所有的大國，「血紅的」克列孟梭的「民主」共和國也不例外，對任何一點有利於無產階級的國內民主的擴大都害怕得要命，他們都在幫助俄國扮演亞洲憲兵的角色。
列寧在上文講述波斯尼亚危机和波斯立宪革命的事件，其中並沒有專門針對俄羅斯，也沒有專門針對其在歐洲的行動，表達的是任何國家一旦承擔起鎮壓境外國家和政治衝突的職能，就會成為帝國主義的「憲兵」（大概類比為俄羅斯帝國憲兵隊）。同一篇文章裡面，他還寫道「一切結盟的強國所起的卑鄙的作用，不管這個強國是直接起憲兵的作用，還是充當憲兵的幫兇、夥伴或資助者」和「這些政府由於害怕它們國內的無產階級的鬥爭，而充當或幫助充當對付亞洲革命的憲兵。」
「歐洲憲兵」作為尼古拉一世統治時期的獨有特徵，於1944年夏天在布爾什維克舉行蘇聯共產黨中央委員會歷史學家閉門會議，得到蘇聯史學家的認定。這次會議作為蘇聯史學最重要的會議之一，目的是解決緊迫的歷史問題，包括：歷史著作和教科書中馬克思列寧主義經典與公開過去歷史之間的平衡問題，而不是完全否認與革命和民族解放運動沒有直接關係的一切。會議由日丹諾夫主持，並定期向斯大林報告和尋求指示。日丹諾夫在會議期間所做的筆記，包括：

«Тюрьма народов» [сказано] до Сталина и из Ленина. "各族人民的監獄" [說]給史大林來源於列寧.

Колон[иально]-захватн[ическая] полит[ика] — мало — заменить империалист[ическая] захватническая политика. 殖民[主義]-侵[略]政[策] — 不足够 — 取代帝國[主義]的侵略政策.

Насчёт жандарма из Ленина. 關於憲兵來源於列寧.

<…> ……

關於俄羅斯帝國在鎮壓匈牙利革命中所起的作用，有一句概括性的描述：「尼古拉一世和梅特涅是歐洲的憲兵」，這句話在《烏沙科夫字典》中「憲兵」一詞被列為示例；儘管字典中將引用出處歸於列寧，但是列寧本人並沒有逐字逐句地寫下過這段話。

## 另見
- 世界警察
- 四警察
- 非洲憲兵
- 霸權
- 歐洲病夫